# Mihail Curicheru
Mihail Curicheru (n. 12 august 1910, Negrești, raionul Strășeni, Republica Moldova – d. 24 august 1943, Taișet, RSFS Rusă, URSS) a fost un învățător și scriitor român basarabean, victimă a regimului represiv sovietic, mort în Gulag la vârsta de 33 de ani.

## Începuturi
Mihail Curicheru s-a născut la 12 august 1910 în satul Negrești, ținutul Chișinău (azi în raionul Strășeni, Republica Moldova), într-o familie de țărani. În 1930 a absolvit Școala Normală de Băieți din Chișinău, una dintre cele mai prestigioase instituții de învățământ din Basarabia interbelică.
După absolvire, a lucrat ca învățător în localitățile Cimișeni, Grătiești, Curluceni (astăzi Făgureni), Ghelăuza și Strășeni. În paralel, a colaborat cu reviste culturale și pedagogice importante, precum Viața Basarabiei și Școala basarabeană, unde a publicat articole dedicate reformei învățământului românesc, inspirate de modelele occidentale (Austria, Elveția, Germania, Marea Britanie, SUA). De asemenea, a pledat pentru îmbunătățirea statutului social și material al învățătorilor din Basarabia. În perioada 1934-1938 a fost membru PNL, iar apoi a făcut parte din Frontul Renașterii Naționale.

## Arestarea și moartea în Gulag
Pe 22 iunie 1941, în prima zi a războiului germano-sovietic, Mihail Curicheru a fost arestat de secția din Strășeni a NKVD-ului sovietic, fiind acuzat de activitate antisovietică. Potrivit dosarului său, criticase politica agrară a regimului sovietic, în special nivelul ridicat al impozitelor față de perioada interbelică. În cadrul anchetei i s-au mai imputat presupuse activități contrarevoluționare, inclusiv calitatea de fost membru al Partidului Național Liberal și al Frontului Renașterii Naționale.
La momentul arestării era căsătorit cu Sofia Curicheru, avea o fiică de un an, Elena, iar soția era însărcinată cu cea de-a doua fiică, Valentina.
În iulie 1941 a fost evacuat în Siberia (la fel ca alți scriitori, precum Nicolai Costenco sau Alexandru Terziman), iar în aprilie 1942, direcția NKVD a regiunii Irkutsk i-a constatat „vinovăția” și a trimis dosarul său la Consfătuirea Specială a NKVD al URSS – un organ extrajudiciar. La 22 august 1942, acesta l-a condamnat la zece ani de muncă forțată într-un lagăr de corecție.
A fost încarcerat în lagărul din Taișet, cunoscut pentru condițiile inumane. Potrivit scriitorului Nicolae Costenco, care a fost deportat împreună cu el, Curicheru a fost considerat un om integru, fiind desemnat să distribuie pâinea în vagonul de detenție. A murit de inaniție („distrofie”, în limbajul oficial sovietic) la 24 august 1943, deși documentele NKVD indică în mod eronat anul 1945 ca dată a decesului – eroare corectată ulterior pe baza mărturiei fiicei sale, Elena.

## Represiuni asupra familiei
În 1943, soția sa, Sofia, și fiica nou-născută, Valentina, s-au repatriat în România. Fiica cea mare, Elena (căsătorită ulterior cu scriitorul Ion Vatamanu), a rămas în grija bunicilor paterni, Petru și Agripina Curicheru. În iulie 1949, aceștia au fost deportați în Siberia, împreună cu alte rude, inclusiv cu Elena, în vârstă de nouă ani, fiind acuzați că ar fi fost „chiaburi” pentru că dețineau șase hectare de pământ.

## Moștenire
Destinul tragic al lui Mihail Curicheru reprezintă un exemplu al represiunii sovietice împotriva elitelor culturale și intelectuale din Basarabia după anexarea acesteia de către URSS în 1940. 
Pe 30 iunie 1958, un grup de scriitori basarabeni i-au trimis o scrisoare procurorului RSS Moldovenești Achim Cazanir, cerând reabilitarea lui Mihail Curicheru. Printre semnatari erau George Meniuc, Nicolae Costenco, Bogdan Istru, Emilian Bucov și Lev Barski. Autorii demersului mai arătau că, în toamna anului 1940, Mihail Curicheru fusese acceptat ca membru al Uniunii Scriitorilor din RSS Moldovenească. Cu toate acestea, Procuratura RSSM a refuzat reabilitarea lui.
A fost reabilitat postum tocmai în 1989, iar cercetători și jurnaliști, precum Igor Cașu, i-au readus în actualitate biografia în cadrul cercetărilor dedicate Arhivelor comunismului.
Familia sa a încercat, fără succes, să retipărească cel mai celebru roman al său, În deal la cruce. Acest lucru nu a fost posibil deoarece toate exemplarele au fost distruse de autoritățile sovietice în timpul ocupației.